# Balacra vitreigutta
Balacra vitreigutta är en fjärilsart som beskrevs av Gustaaf Hulstaert 1923. Balacra vitreigutta ingår i släktet Balacra och familjen björnspinnare. Inga underarter finns listade i Catalogue of Life.